# مالکوم و ماری (فیلم)
مالکوم و ماری (به انگلیسی: Malcolm & Marie) یک فیلم سیاه‌وسفید آمریکایی در ژانر درام به نویسندگی و کارگردانی سام لوینسون محصول سال ۲۰۲۱ با بازی زندیا و جان دیوید واشنگتن به عنوان شخصیت‌های اصلی است.

## داستان
یک کارگردان و دوست دخترش پس از بازگشت به خانه از اکران فیلم خود و در انتظار پاسخ منتقدان مورد آزمایش قرار گرفتند.

## تولید
در ژوئیه سال ۲۰۲۰، اعلام شد جان دیوید واشنگتن و زندایا به جمع بازیگران فیلم پیوستند، و سام لوینسون کارگردانی فیلمنامه ای را که وی نوشت و در مدت شش روز به پایان رساند. این فیلم در طی بیماری همه گیر COVID-19، از ۱۷ ژوئن تا ۲ ژوئیه فیلمبرداری شده‌است. در آن زمان، لوینسون و زندایا هر دو در برنامه HBO Euphoria شرکت داشتند، که به دلیل همه‌گیری تولید خود را متوقف کرده بود، و هر دو در مورد این احتمال بحث کردند ایده ساخت یک پروژه فیلم بلند در طی همه گیر شدن. فیلم‌برداری کاملاً در خانه کاترپیلار، خانه ای خصوصی در کارمل، کالیفرنیا انجام شد. این فیلم پروتکل‌های ایمنی COVID-19 محلی را شامل می‌شود، از جمله کل بازیگران و خدمه در حین فیلم‌برداری در قرنطینه، و همچنین دو هفته قبل و بعد از فیلم‌برداری، بررسی درجه حرارت روزانه و اقدامات بهداشتی افزایش یافته‌است. فیلم بر روی فیلم سیاه و سفید ۳۵ میلی‌متری گرفته شده‌است.

## پخش
در سپتامبر ۲۰۲۰، نتفلیکس حق پخش فیلم را با پرداخت ۳۰ میلیون دلار بدست آورد و از شرکت‌هایی مانند HBO , A24 و Searchlight Pictures سبقت گرفت. قرار است در پی اجرای تئاتر در سینماهای منتخب در ژانویه، در ۵ فوریه ۲۰۲۱ اکران شود.